# Langona simoni
Langona simoni är en spindelart som beskrevs av Heciak, Prószynski 1983. Langona simoni ingår i släktet Langona och familjen hoppspindlar. Inga underarter finns listade i Catalogue of Life.